# Dusona semiflava
Dusona semiflava là một loài tò vò trong họ Ichneumonidae.